# Fabio Filzi
Fabio Filzi (Pisino, 20 novembre 1884 – Trento, 12 luglio 1916) è stato un patriota irredentista italiano.

## Biografia
Nacque in Istria, secondo dei quattro figli maschi di Giovanni Battista e Amelia Ivancich. Il padre era originario di Borgo Sacco, presso Rovereto, ma lavorava come insegnante di filologia classica nei licei di Pisino e Capodistria. Nel 1894 ottenne la cattedra al liceo-ginnasio di Rovereto e tornò in Trentino, portando con sé la famiglia. Filzi, di conseguenza, cominciò gli studi liceali a Capodistria e li terminò brillantemente a Rovereto nel 1902. Entrò in contatto con gli ambienti irredentisti trentini nel 1901-1903.
Nel 1904, all'inaugurazione della facoltà italiana di giurisprudenza dell'Università di Innsbruck, si erano verificati degli scontri fomentati dai tedeschi che avevano provocato un morto, vari feriti e numerosi arresti fra gli italiani, fra cui Cesare Battisti; in seguito a questi avvenimenti, Filzi fu a capo del movimento di protesta roveretano. Nello stesso anno fu chiamato ad assolvere il servizio di leva, venendo inquadrato nel 4º reggimento cacciatori di Salisburgo. Nel novembre finì sotto inchiesta con l'accusa di aver favorito la diserzione di un commilitone italiano; fu assolto, ma al momento del congedo venne bollato come "politicamente sospetto". Negli anni successivi venne richiamato tre volte, come da prassi, per lo svolgimento di esercitazioni militari e in una di queste occasioni sfidò a duello un ufficiale che aveva pronunciato ingiurie contro l'Italia; solo l'intervento del comandante scongiurò lo scontro.
Nel 1905, alla presenza di alcuni ginnasti trevigiani in visita a Rovereto, recitò un violento discorso contro l'Impero austro-ungarico e promise il suo impegno per la causa degli italiani nelle terre irredente. Nel frattempo attendeva agli studi universitari, iscrivendosi contemporaneamente a Graz alla facoltà di giurisprudenza e a Trieste presso la scuola commerciale "Revoltella". Nella città giuliana prese parte attiva alla Lega nazionale, alla Società degli studenti trentini e alla Giovine Trieste.
Nel novembre 1906 si recò con il fratello Ezio a Graz per unirsi agli studenti italiani che, chiedendo maggiori concessioni in ambito scolastico al governo, avevano bloccato le attività universitarie. Entrambi rimasero feriti durante gli scontri con elementi di etnia tedesca. Dopo la laurea in giurisprudenza presso l'Università di Graz nel 1910, tornò dapprima a Trieste e poi a Rovereto, dove si dedicò alla professione di avvocato presso lo studio legale di Antonio Piscel.
Disertò l'esercito austro-ungarico per combattere, come volontario per l'Italia, nella prima guerra mondiale. Il 10 luglio 1916 il Battaglione Vicenza, formato dalle Compagnie 59ª, 60ª, 61ª e da una compagnia di marcia comandata dal tenente Cesare Battisti, di cui il sottotenente Filzi era subalterno, ricevette l'ordine di occupare il Monte Corno (m. 1765) sulla destra del Leno in Vallarsa.

### Cattura e condanna a morte

La tomba di Filzi nell'ossario di Castel Dante

Venne fatto prigioniero assieme a Cesare Battisti lo stesso 10 luglio 1916 e riconosciuto subito dopo il suo superiore. Quasi certamente gli austriaci erano informati da alcuni giorni della presenza nella zona di Battisti, ma non di quella di Filzi. Nell'episodio venne coinvolto l'alfiere trentino Bruno Franceschini, militare austriaco, presente durante le ore della cattura dei due irredentisti. Con Battisti fu condotto a Trento, processato e condannato a morte per alto tradimento. La sentenza fu eseguita tramite impiccagione alle 19.30 del 12 luglio 1916 nella fossa del Castello del Buon Consiglio.
Ad Arzignano, paese del quale fu ospite prima di partire per il fronte, gli è stato dedicato un monumento alla memoria.
Nel settembre del 1916, in seguito all'esecuzione, Fausto Filzi decise di raggiungere l'Italia dall'Argentina, luogo dove si trovava a lavorare, per vendicare il martirio del fratello. Giunto al comando di Verona il 21 ottobre si arruolò volontario nel 9º reggimento Artiglieria da Fortezza con il grado di sottotenente. Morì l'8 giugno 1917 sul Monte Zebio in un'impresa di guerra che gli valse la medaglia d'argento al valor militare. I suoi resti sono conservati a Rovereto nel Sacrario militare di Castel Dante. A lui sono intitolate in molte città di Italia vie e scuole.

## Onorificenze

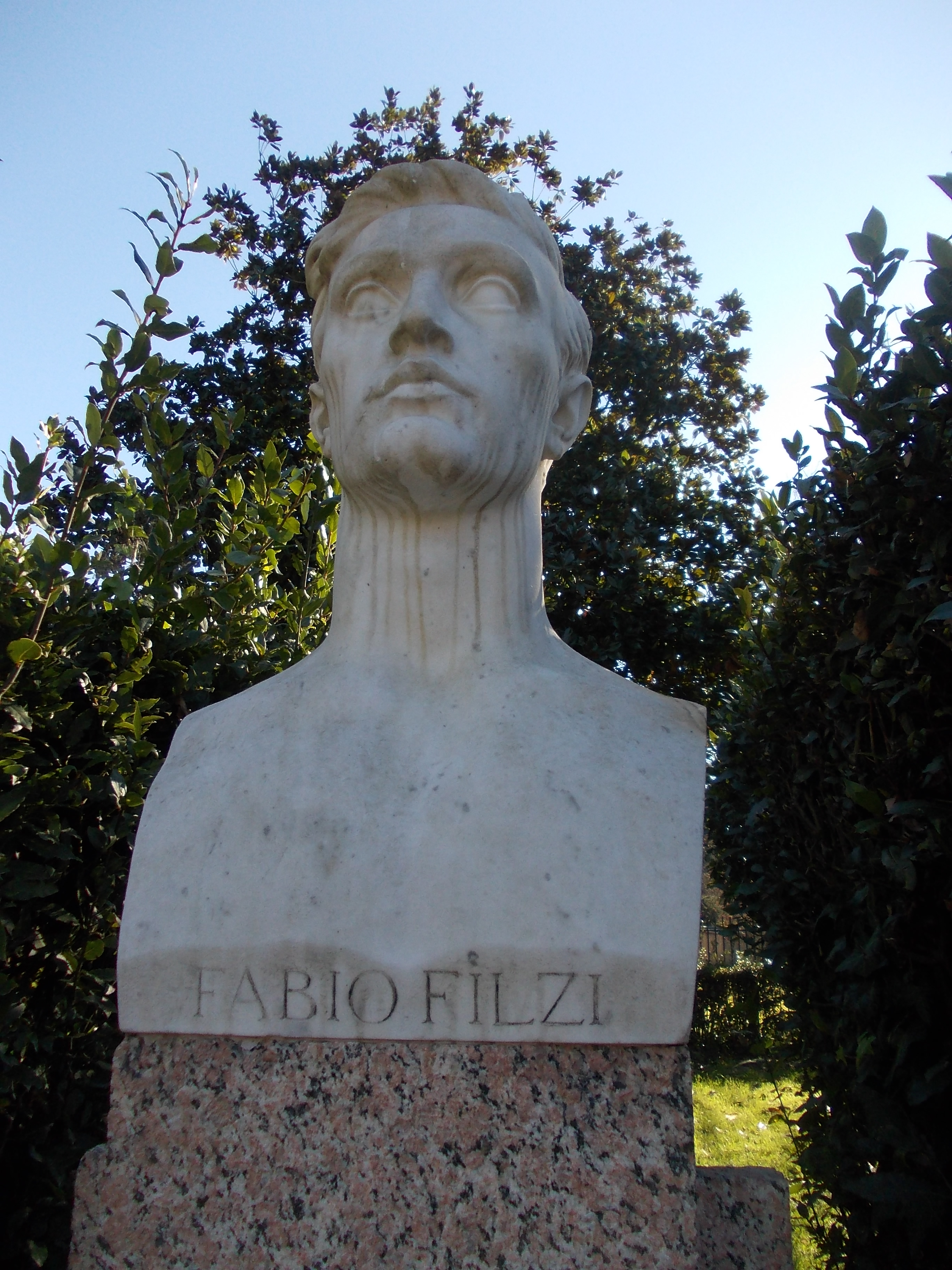
Busto in marmo di Fabio Filzi al Pincio, Roma

Per il suo eroismo in combattimento e il suo coraggio nel supremo sacrificio, gli viene concessa la Medaglia d'oro al valor militare con la seguente motivazione:
Fabio Filzi - Sottotenente 6º reggimento della 2ª compagnia del battaglione "Vicenza"